# Llei de padriantge presidencial
La Llei 20.843 de padrinatge presidencial és una legislació argentina que garanteix el padrinatge del President de la Nació en funcions al moment del naixement del setè fill home o la setena filla dona d'una prole del mateix sexe.
Aquesta llei té les seves arrels en la gran immigració provinent de Rússia i en la creença que el setè fill home és home llop i la setena filla dona bruixa.
A la Rússia tsarista de Catalina la gran s'atorgava el padrinatge imperial, que donava una protecció màgica contra aquests mals i evitava que els nens fossin abandonats. L'any 1907 Enrique Brost i Apolonia Holmann, un matrimoni d'alemanys del Volga que es va radicar a l'Argentina, va donar a llum a José Brost, el seu setè fill home Juan Pascual Pringles, conegut com el Coronel Pringles a la Província de Buenos Aires. A causa d'això enviaren una carta al President José Figueroa Alcorta perquè l'apadrinés. Allí començà la tradició que a més li atorgà al fillol una beca assistencial per a contribuir amb la seva educació i alimentació.
El 28 de setembre de 1974 María Estela Martínez de Perón convertí aquesta tradició en llei.

Anàlogament, la província d'Entre Ríos va dictar el 24 d'abril de 1984 el Decret núm. 1335 MGJE (B.O.: 2 de maig de 1984) reglamentant el que es disposa pel llavors Govern Nacional de María Estela Martínez de Perón, on l'esposa del Governador a petició de part interessada podia oficiar de Padrina Oficial de Baptisme. D'igual manera que la seva contrapartida nacional, la Província d'Entre Ríos mitjançant el padrinatge no atorgava cap mena de beneficis ni tampoc creava drets de cap naturalesa.

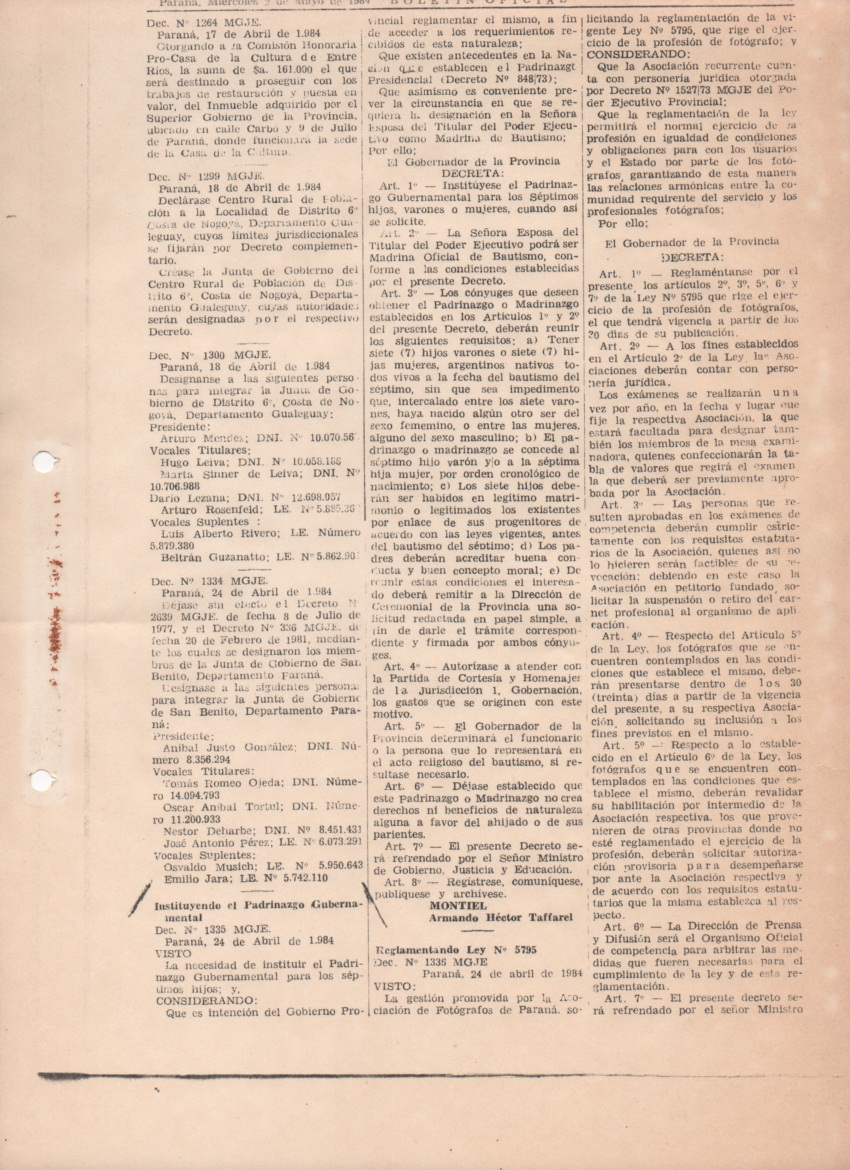
Decret № 1335 MGJE de la Provincia de Entre Ríos, B.O.
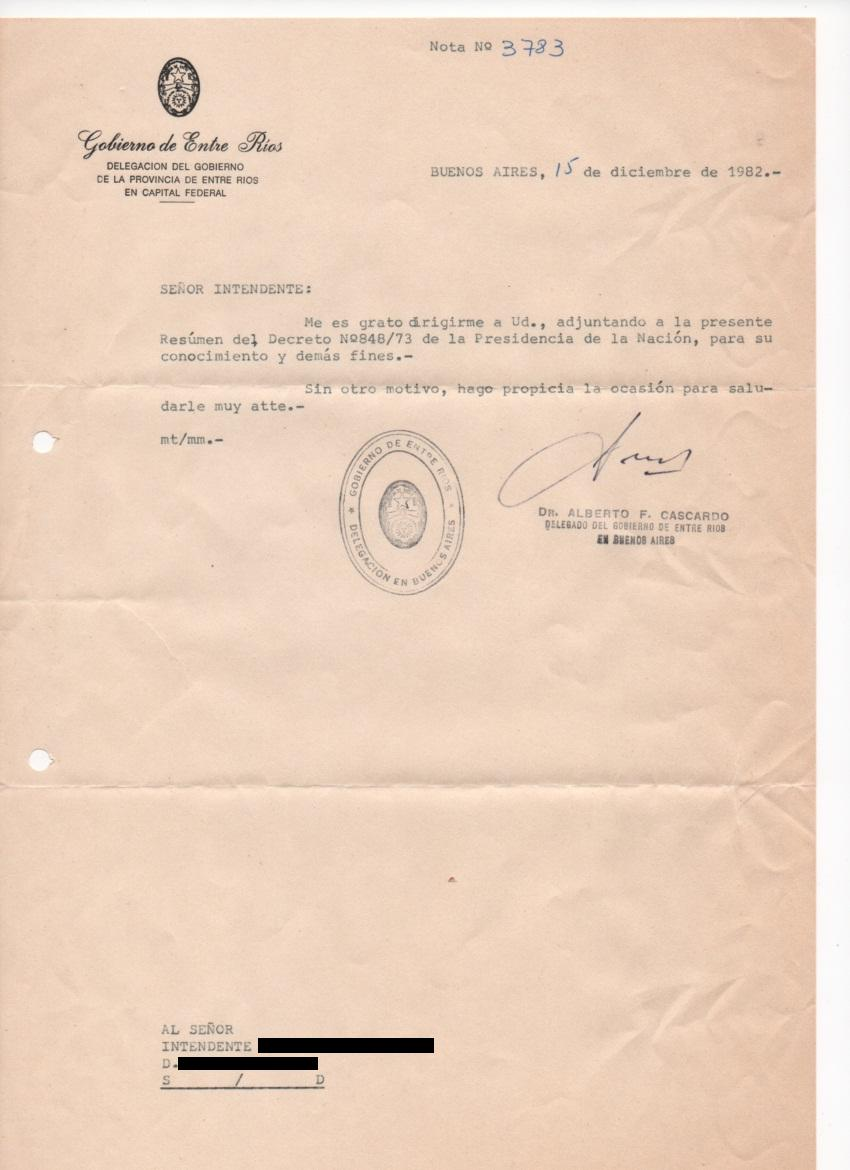
Comunicació Oficial als municipis del  Decret № 848/73.
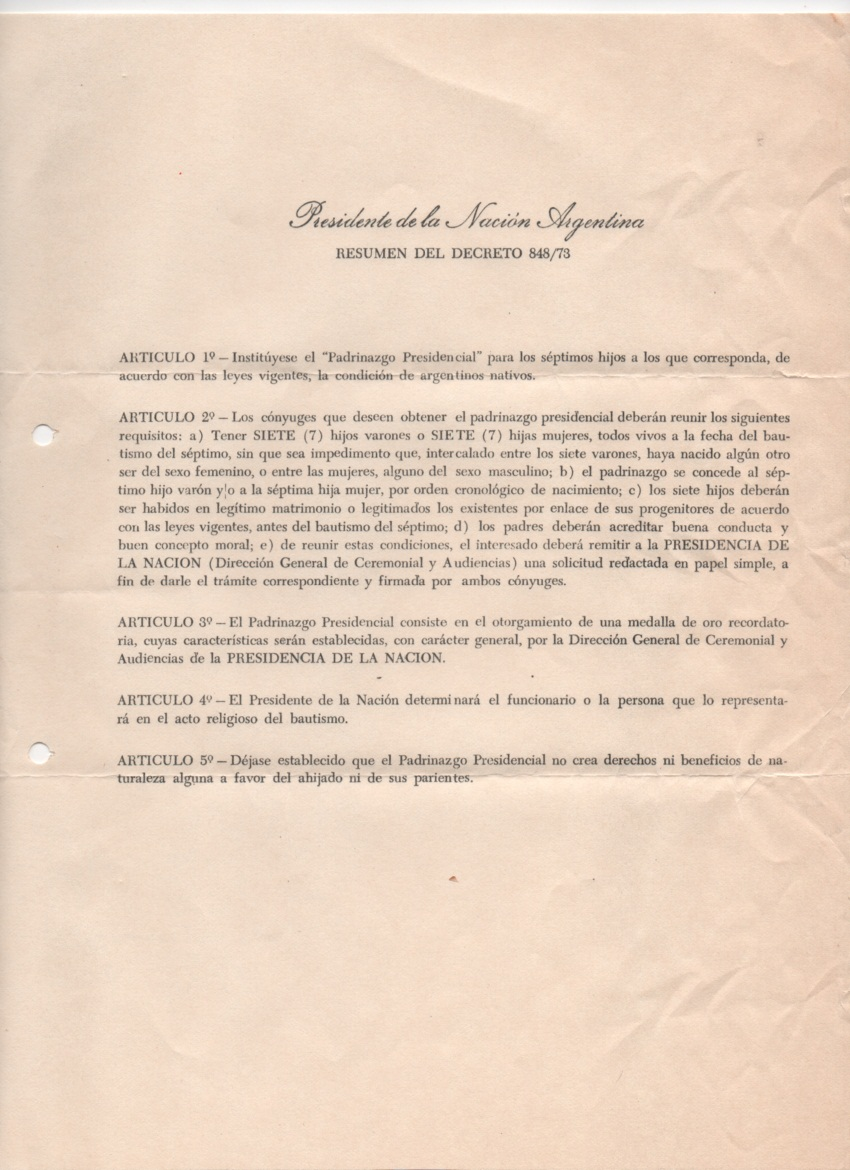
Resum oficial del Decret № 848/73 del Poder Executiu Nacional, adjunt a la comunicació oficial.

## Maledicció
A l'Argentina es va iniciar aquesta tradició d'origen rus que es va expandir a Paraguai on es mataven als setens fills per la por al fet que es convertissin en un Luisón (mite paraguaià de la mitologia guaraní), d'igual forma a l'Argentina també existia aquesta creença a les províncies de Formosa i Missions a l'igual el nord de Corrents, segons els guaranís el setè fill es convertiria en Luisón, però no que la setena filla es convertiria en bruixa, ja que els guaranís no sabien llavors el que era una bruixa, per la qual cosa aquesta creença de les setenes filles hauria provingut de Rússia.